# Jean-Paul Belmondo
Jean-Paul Belmondo (Neuilly-sur-Seine, Francuska, 9. travnja 1933. – 6. rujna 2021.) bio je francuski filmski i kazališni glumac. Jedan od najpoznatijih i najsvestranijih francuskih i europskih filmskih umjetnika.
U mladosti aktivni nogometaš i boksač. Nakon diplome na Conservatoire national supérieur d'art dramatique u Parizu nastupa u kazalištu a od 1956. i na filmu. Glumi u filmovima renomiranih redatelja, Claudea Chabrola i Vittoria De Sice, ali slavu mu donosi uloga u prvijencu novog vala Do posljednjeg daha, tada još slabije poznatog Jean-Luca Godarda. 1960-ih okreće se glumi u komercijalnim filmovima, većinom avanturističkim komedijama kao Čovjek iz Rija i Čovjek iz Hong Konga, što mu donosi izvanrednu svjetsku popularnost, uglavnom u neanglofonskim zemljama, ali ne napušta glumu u umjetnički relevantnijim djelima kao Ludi Pierrot. Od kraja 1970-ih češće glumi u akcijskim i kriminalističkim filmovima (Plaćenik, Profesionalac). 1990-ih se uglavnom posvećuje kazalištu. Bio je poznat po tome što nije koristio kaskadere u akcijskim scenama. Nakon sedmogodišnje pauze zbog pretrpljenog moždanog udara, vratio se 2008. glumi ulogom u filmu Un homme et son chien.

## Izabrana filmografija
- La Ciociara (1960.)
- Do posljednjeg daha (1960.)
- Cartouche (1962.)
- Čovjek iz Rija (1964.)
- Čovjek iz Hong Konga (1965.)
- Ludi Pierrot (1965.)
- Gori li Pariz? (1966.)
- Borsalino (1970.)
- Veličanstveni (1973.)
- Nepopravljivi (1975.)
- Plaćenik (1976.)
- Profesionalac (1981.)
- Marginalac (1983.)

## Vanjske poveznice
- Jean-Paul Belmondo u internetskoj bazi filmova IMDb-u (engl.)